# Şāleḩābād (ort i Khorasan)
Şāleḩābād (persiska: صالح آباد) är en ort i Iran.   Den ligger i provinsen Khorasan, i den nordöstra delen av landet, 900 km öster om huvudstaden Teheran. Şāleḩābād ligger 667 meter över havet och antalet invånare är 8 280.
Terrängen runt Şāleḩābād är huvudsakligen platt, men västerut är den kuperad.Runt Şāleḩābād är det ganska glesbefolkat, med 35 invånare per kvadratkilometer. Şāleḩābād är det största samhället i trakten. Omgivningarna runt Şāleḩābād är i huvudsak ett öppet busklandskap.